# Pepi Lederer

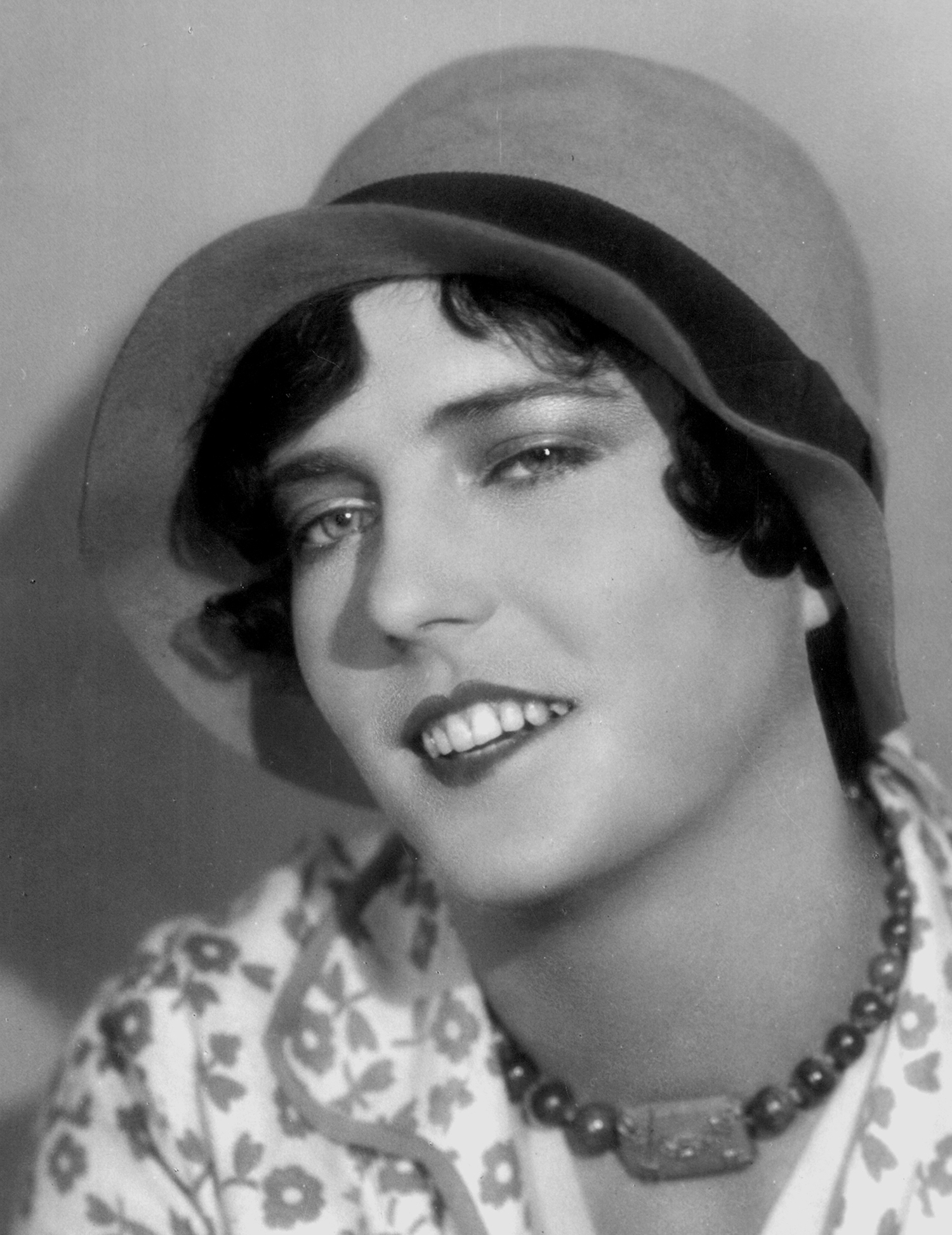
Pepi Lederer (1930)

Pepi Lederer (* 18. März 1910 in Chicago; † 11. Juni 1935 in Los Angeles; geboren als Josephine Rose Lederer) war eine US-amerikanische Autorin und Schauspielerin.

## Leben
Pepi Lederer wurde als Josephine Rose Lederer in Chicago geboren. Ihre Mutter Reine Davies war die ältere Schwester der Schauspielerin Marion Davies und selbst Schauspielerin. Ihr Vater George W. Lederer war Produzent und Regisseur am Broadway. Pepi hatte einen jüngeren Bruder, Charles, der erfolgreicher Drehbuchautor wurde.
Als Pepi Lederer zwei Jahre alt war, ließen sich ihre Eltern scheiden, ihre Mutter heiratete später den Schauspieler George Regas. Als Kind erhielt Lederer den Spitznamen „Peppy“, da sie stets guter Laune war. Als Achtzehnjährige änderte sie ihren bürgerlichen Namen in „Pepi“.
Seit sie zwölf Jahre alt war, lebte Lederer bei ihrer Tante Marion Davies und deren Lebensgefährten, dem Medien-Tycoon William Randolph Hearst, auf dessen Farm in San Simeon oder dem Anwesen in Beverly Hills. Ihre Mutter sah sie nur noch selten. In den folgenden Jahren baute sie sich einen Freundeskreis auf, der häufig in San Simeon zusammentraf. Dort lernte sie im Jahr 1928 auch Louise Brooks kennen, mit der sie eine enge Freundschaft verband. Im Laufe der folgenden Jahre entwickelte Lederer einen Hang zur Völlerei und übermäßigem Alkoholgenuss und begann Kokain zu konsumieren.
Lederer entwickelte den Wunsch, Schauspielerin zu werden, und Marion Davies vermittelte ihr eine kleine Rolle in dem Film Die blonde Kollegin aus dem Jahr 1927, die jedoch in der endgültigen Schnittfassung nicht mehr enthalten war. Im Jahr 1928 spielte sie dann eine Rolle in einem weiteren Marion-Davies-Film, The Cardboard Lover.
1929 zog Pepi Lederer auf Drängen ihrer Tante nach New York, angeblich um ihrem ausschweifenden Lebensstil in Beverly Hills Einhalt zu gebieten. Dort wurde Ende März 1930 ein Schwangerschaftsabbruch vorgenommen, der vermutlich aus einer Vergewaltigung der zu diesem Zeitpunkt stark alkoholisierten Lederer in der Silvesternacht resultierte. Lederer konnte sich angeblich weder an die Vergewaltigung, noch an den Täter erinnern.
Im Juni 1930 begleitete Pepi Lederer ihre Tante Marion und William Randolph Hearst an Bord der Olympic nach England. Sie überzeugte Hearst davon, ihr eine Arbeit bei der Zeitung The Connoisseur zu geben, und lebte fünf Jahre hauptsächlich in London, wo die lesbische Lederer eine Beziehung zu Monica Morris einging. In den folgenden Jahren verbrachte sie einige Zeit in Genf und plante zwischenzeitlich, dort ein Studium zu beginnen. In dieser Zeit machte sie die Bekanntschaft einiger bekannter Persönlichkeiten wie Cecil Beaton und Tallulah Bankhead. Am 15. April 1935 kehrte Pepi Lederer gemeinsam mit Monica Morris in die Vereinigten Staaten zurück, wo sie zunächst für zwei Wochen in New York blieben und dann in Hearsts Anwesen in Beverly Hills zogen.
Aufgrund ihres nun offensichtlichen Drogenmissbrauchs wurde Lederer auf Drängen ihrer Tante in die psychiatrische Abteilung des Good Samaritan Hospital in Los Angeles eingewiesen, wo sie kurz darauf bei einem Sturz aus dem Fenster, in Selbsttötungsabsicht, ums Leben kam.
Die Trauerfeier fand in der Kirche St. Mary of the Angels in Hollywood statt. Ihre letzte Ruhestätte fand Pepi Lederer in Marion Davies’ privatem Mausoleum auf dem Hollywood Forever Cemetery.